# Deeping St. Nicholas
Deeping St. Nicholas – wieś w Anglii, w hrabstwie Lincolnshire, w dystrykcie South Holland. Leży 61 km na południe od Lincoln i 136 km na północ od Londynu.
Miejscowość liczy 1323 mieszkańców.